# مادس لاودروب
مادس لاودروب (بالدنماركية: Mads Laudrup)‏ هو لاعب كرة قدم دنماركي في مركز الوسط، ولد في 9 فبراير 1989 في ميلانو في إيطاليا. شارك مع منتخب الدنمارك تحت 17 سنة لكرة القدم ومنتخب الدنمارك تحت 19 سنة لكرة القدم. أما مع النوادي، فقد لعب مع إف سي هيلسينجور وستيارنان وكوبنهاغن بولدكلوب ونادي كوبنهاغن ونادي هرفوليه.

## وصلات خارجية
- مادس لاودروب على موقع الاتحاد الأوربي (الإنجليزية)
- مادس لاودروب على موقع قاعدة بيانات كرة القدم.إي يو (الإنجليزية)
- مادس لاودروب على موقع Soccerway.com (الإنجليزية)